# Les Surfs
Les Surfs byla madagaskarská populární vokální skupina, kterou tvořilo šest sourozenců Rabaraonaových.
Skupina vznikla v roce 1958 v madagaskarské metropoli Antananarivo pod názvem Rabaraona frères et sœurs. 8. září 1963 vystoupila ve francouzské televizi a rázem se zařadila mezi nejoblíbenější interprety žánru yé-yé, který přinášel do francouzské populární hudby prvky anglosaského rocku. Les Surfs podnikali velká turné po Evropě, vystoupili v pořadu televize ITV Ready Steady Go. Kromě francouzštiny zpívali také španělsky a anglicky. Účinkovali v hudebním filmu Michela Boisronda Honba za kytarami (1963), Jean-Marie Périer je zachytil v roce 1966 na své „fotografii století“, obálce časopisu Salut les copains zobrazující tehdejší francouzské hudební hvězdy.
Největšími hity byly A Présent Tu Peux t'en Aller (coververze písně Dusty Springfield I Only Want to Be with You), Adieu chagrin (coververze písně The Beatles There's a Place) a Reviens vite et oublie (coververze písně The Ronettes Be My Baby).
Skupina se rozpadla počátkem sedmdesátých let, kdy se její členové usadili v různých zemích a věnovali se svým rodinám a vlastní pěvecké kariéře. Monique zemřela v roce 1993, Nicole zemřela v roce 2000. Dave dal v roce 2008 dohromady skupinu Les Surfs 2008, s níž se zúčastnil turné někdejších hvězd Âge tendre, la tournée des idoles.

## Diskografie
- Les Surfs à l'Olympia (1964)
- Les Surfs (1965)
- Go Your Way (1965)